# District de Moga
Le district de Moga est un des 22 districts de l'état indien du Pendjab.